# Ebaeus glabricollis
Ebaeus glabricollis é uma espécie de insetos coleópteros polífagos pertencente à família Malachiidae.
A autoridade científica da espécie é Mulsant & Rey, tendo sido descrita no ano de 1867.
Trata-se de uma espécie presente no território português.